# Утев, Егор Васильевич
Егор Васильевич Утев (1 февраля 1925, Петухово — 22 октября 1943, под с. Ореховка) — участник Великой Отечественной войны, Герой Советского Союза.

## Биография
В годы Великой Отечественной войны в феврале 1943 года призван в армию. Был рядовым в 307-го гвардейском стрелковом полку 110-й гвардейской стрелковой дивизии. В ходе боёв на правом берегу Днепра у села Куцеволовка Кировоградской области неоднократно принимал на себя командование взводом.
Гибель
В середине октября 1943 года полк, в котором служил Утев, подошёл к новому рубежу обороны фашистов в районе села Ореховка Кировоградской области. Разгорелся жаркий бой. Два автоматчика получили приказ пробраться к огневой точке и забросать её гранатами. Но их заметили немцы и открыли огонь; оба воина были убиты. Тогда подавить точку вызвался Утев. Ему удалось доползти до ближней воронки и швырнуть гранату в пулемётное гнездо. Однако его заметили. Вторую гранату Утев бросил под ноги подбегающих фашистов.
Ореховка была взята. Егор Утев погиб.
Указом Президиума Верховного Совета СССР от 22 февраля 1944 года за мужество и героизм, проявленные в борьбе с немецко-фашистскими захватчиками, гвардии ефрейтору Утеву Егору Васильевичу посмертно присвоено звание Героя Советского Союза с вручением ордена Ленина.

## Память
- Именем Е. В. Утева названы улицы в городе Кудымкар, а также в селе Марьевка Онуфриевского района Кировоградской области Украины.
- В деревне Петухово в честь Героя установлен обелиск, а в селе Антипино — мемориальная доска.